# Уральское (сельское поселение, Удмуртия)
Уральское — упразднённое муниципальное образование со статусом сельского поселения в Сарапульском районе Удмуртии Российской Федерации.
Административный центр — село Уральский.
25 июня 2021 года упразднено в связи с преобразованием муниципального района в муниципальный округ.

## История
Статус и границы сельского поселения установлены Законом Удмуртской Республики от 28 января 2005 года № 2-РЗ «Об установлении границ муниципальных образований и наделении соответствующим статусом муниципальных образований на территории Сарапульского района Удмуртской Республики».

## Население
| 2010  | 2012  | 2013  | 2014  | 2015  | 2016  | 2017  |
| ----- | ----- | ----- | ----- | ----- | ----- | ----- |
| 2203  | ↗2239 | ↗2242 | ↘2233 | ↘2161 | ↘2125 | ↘2079 |
| 2018  | 2019  | 2020  |       |       |       |       |
| ↘2036 | ↘1997 | ↘1985 |       |       |       |       |

## Состав сельского поселения
| №  | Населённый пункт | Тип населённого пункта       | Население |
| -- | ---------------- | ---------------------------- | --------- |
| 1  | Верхний Бугрыш   | деревня                      | ↗34       |
| 2  | Дома 1121 км     | населённый пункт             | ↘33       |
| 3  | Дома 1125 км     | населённый пункт             | ↗22       |
| 4  | Елькино          | деревня                      | ↘3        |
| 5  | Нижний Бугрыш    | деревня                      | ↗100      |
| 6  | Ожгихино         | деревня                      | ↗20       |
| 7  | Паркачево        | село                         | ↗62       |
| 8  | Первомайский     | посёлок                      | ↘62       |
| 9  | Петровка         | деревня                      | ↗25       |
| 10 | Уральский        | село, административный центр | ↗1878     |